# Thijs Wijngaarde
Thijs Wijngaarde (Schiedam, 7 september 1947) was een Nederlandse voetballer. Hij begon aan zijn carrière bij Feyenoord, speelde lange tijd bij AS Oostende en beëindigde zijn carrière bij KSV Oudenaarde. Hij speelde in de verdediging maar kon evengoed in het middenveld spelen. Na zijn voetballoopbaan begon hij een kledingwinkel.